# Diego de Castro
Diego Antonio de Castro Palacio,[cita requerida] conocido comúnmente como Diego A. de Castro, (Barranquilla, 14 de octubre de 1853-Barranquilla, 23 de febrero de 1922) fue un militar y político colombiano, conocido por haber sido el primer gobernador del departamento de Atlántico. 
Ferviente conservador, participó primero en la "Guerra de las Escuelas" (1876-1877) en el bando sublevado. Después fue administrador del Ferrocarril de Bolívar durante los últimos años del Olimpo Radical. Fue precisamente en este puesto de administrador que estalló la guerra civil de 1884-1885, forzándolo a huir de su ciudad después de que esta fuera tomada por las tropas liberales de Ricardo Gaitán Obeso. Después de esconderse en Santander, participa defendiendo al gobierno de Rafael Núñez en la Batalla de La Humareda, participación que le vale ser confirmado en 1886 por Núñez como coronel. 
Pasaría a ser el gerente de la canalización del río Magdalena y alcanzaría el grado de General de Brigada bajo el Gobierno de Miguel Antonio Caro. Con el inicio de la Guerra de los Mil Días, se le encargó capitanear el navío Hércules, el principal del Gobierno de esa época. Como capitán del Hércules dirigió a las fuerzas gubernamentales durante la batalla de Los Obispos, donde aprovechó el descuido de la flota liberal, que viajó de noche con las luces a su máximo esplendor, para acabar con su flota y hacerse con el control del río Magdalena.  Gracias a esta hazaña, y también a que casi pierde un ojo durante el combate, alcanza el grado de General de división. 
En 1902 sería nombrado comandante de las fuerzas navales en el Océano Pacífico y Atlántico. En 1904 fue nombrado Ministro de Guerra por Rafael Reyes. Como ministro reorganizó al ejército y tuvo que hacer frente a la crisis política con Estados Unidos por la separación de Panamá.
Promovió la creación del Departamento de Atlántico, con el fin de consolidar la importancia de Barranquilla, y se convirtió en el primer gobernador de ese departamento por ley 17 del 11 de abril de 1905. Durante su gestión, que se extendería hasta 1906, trajo el primer automóvil a Barranquilla, fundó el teatro Cisneros y la primera fábrica de licores del departamento. 
Falleció en su ciudad natal en 1922, a los 68 años.